# Hexigten
Hexigten, även skrivet Heshigten, är ett mongoliskt baner som lyder under Chifengs stad på prefekturnivå i den autonoma regionen Inre Mongoliet i norra Kina. Det ligger omkring 540 kilometer nordost om regionhuvudstaden Hohhot.
Stavningen Hexigten följer kinesiska konventioner för romanisering av mongolisk text och är internationellt accepterad. Stavningen Heshigten återger emellertid det mongoliska uttalet för engelskttalande och har använts av Unesco i Heshhigten Global Geopark, en samling geologiska märkvädigheter inom Hexiten-banéret.